# Гредице (Брчко)
Гредице (мјештанима познатије као Гредица) су насељено мјесто у дистрикту Брчко, БиХ.

## Географија
Насеље је подијељено на 4 дијела природним баријерама, тј потоцима и шумом. Сваки дио села се налази на посебном брду која се пружају у правцу сјевер – југ. На сјеверу се налази ријека Сава на чијим обалама се налазе двије шљункаре. Поред ријеке Саве пролази магистрални пут М14-1 који спаја Брчко и Бијељину.

## Становништво
| Националност       | 1991. | 1981. | 1971. | 1961. |
| Срби               | 168   | 206   | 232   | 254   |
| Хрвати             | 121   | 427   | 499   | 383   |
| Југословени        | 2     | 41    | 14    | 36    |
| Муслимани          |       | 6     | 12    |       |
| остали и непознато | 12    | 49    | 5     | 6     |
| Укупно             | 303   | 729   | 762   | 679   |

| Демографија | Демографија | Демографија |
| Година      | Становника  | Становника  |
| ----------- | ----------- | ----------- |
| 1961.       | 679         |             |
| 1971.       | 762         |             |
| 1981.       | 729         |             |
| 1991.       | 303         |             |
| 2013.       | 1.109       |             |